# Кечмания 7
Кечмания 7 (на английски: WrestleMania VII) е седмото годишно pay-per-view събитие от поредицата Кечмания, продуцирано от Световната федерация по кеч (WWF). Събитието се провежда на 24 март 1991 г. в Лос Анджелис, Калифорния.

## Обща информация
Мотото на Кечмания 7 е "Суперзвезди и райета завинаги!" и се помни с темата за американския патриотизъм след войната в Залива. Американски знамена са окачени по цялата арена, а въжетата на ринга са оцветени в червено, бяло и синьо, което е за мача за Световната титла в тежка категория на WWF.
Уили Нелсън изпява предаването на „America the Beautiful“ преди шоуто. Други гости знаменитости, присъстващи на Кечмания 7 са Джордж Щайнбренер, Пол Магуайър, Маколи Кълкин, Доналд Тръмп, Лу Фериньо, Чък Норис, Бевърли Д'Анджело и Хенри Уинклер.
Основното събитие е Хълк Хоган срещу Сержант Слоутър за Световната титла в тежка категория на WWF като част от спорна сюжетна линия, в която Сержант Слоутър е изобразяван като иракски симпатизант по време на участието на САЩ във войната в Персийския залив. Значителните събития в ъндъркарда включват дебютът на Гробаря на Кечмания и началото на прочутата му победна серия, пенсионен мач между Ренди Савидж и Ултимейт Уориър, водещ до събирането на Савидж с бившата си любов Мис Елизабет, както и последния телевизионен мач на оригиналната Фондация Харт, след което Брет Харт става индивидуален кечист.

## Резултати
| №                                         | Резултати | Правила                                                       | Време |
| ----------------------------------------- | --- | ------------------------------------------------------------- | ----- |
| 1                                         | Рокерите (Марти Джанети и Шон Майкълс) побеждават Варваринът и Хаку (с Боби Хийнън)                            | Отборен мач                                                   | 10:33 |
| 2                                         | Тексаското Торнадо поб. Дино Браво (с Джими Харт)                                                              | Индивидуален мач                                              | 3:11  |
| 3                                         | Британският Булдог поб. Военачалникът (със Слик)                                                               | Индивидуален мач                                              | 8:15  |
| 4                                         | Гадните момчета (Брайън Нобс и Джери Сагс) (с Джими Харт) поб. Фондацията Харт (Брет Харт и Джим Найдхарт) (ш) | Отборен мач за Световните отборни титли на WWF                | 12:10 |
| 5                                         | Джейк Робъртс поб. Рик Мартел                                                                                  | Мач с вързани очи                                             | 8:34  |
| 6                                         | Гробаря (с Пол Беърър) поб. Джими Снука                                                                        | Индивидуален мач                                              | 4:20  |
| 7                                         | Ултимейт Уориър поб. Ренди Савидж (с Кралица Шери)                                                             | Мач с пенсиониране                                            | 20:47 |
| 8                                         | Биг Бос Мен поб. Мистър Пърфект (ш) (с Боби Хийнън) чрез дисквалифкация                                        | Индивидуален мач за Интерконтиненталната титла на WWF         | 10:46 |
| 9                                         | Земетресението (с Джими Харт) поб. Грег Валънтайн                                                              | Индивидуален мач                                              | 3:14  |
| 10                                        | Легионът на смъртта (Животното и Ястреба) поб. Сила и слава (Херкулес и Пол Рома) (със Слик)                   | Отборен мач                                                   | 0:59  |
| 11                                        | Върджил (с Роди Пайпър) поб. Тед Дибиаси чрез отброяване                                                       | Индивидуален мач                                              | 7:41  |
| 12                                        | Маунти (с Джими Харт) поб. Тито Сантана                                                                        | Индивидуален мач                                              | 1:21  |
| 13                                        | Хълк Хоган поб. Сержант Слоутър (ш) (с Генерал Аднан)                                                          | Индивидуален мач за Световната титла в тежка категория на WWF | 20:26 |
| - (ш) – указва шампиона/шампионите в мача | |                                                               |       |